# چنددندانی
عبارت چنددندانی (heterodont) برای اشاره به جانورانی به کار می‌رود که بیش از یک ریخت دندان دارند. برای نمونه دایناسور ددچهره از همهٔ دندان‌های پیش، نیش، آسیای کوچک و آسیای بزرگ برخوردار بود. حضور یک جانور در میان چنددندانی‌ها اشاره کننده به خوراک و توان آن در شکار دارد. عبارت هم‌دندان homodont یا جانورانی با یک گونه دندان، در برابر چنددندانی جای می‌گیرد. این دسته‌بندی در شاخه‌بندی دندان‌های مهره‌داران کاربرد دارد. نرم‌آبشش‌داران، ماهی‌های استخوان‌دار، دوزیستان و بیشتر خزندگان در دستهٔ تک‌دندانی‌ها جای می‌گیرند. در میان سوسماریان گاهی می‌توان گونه‌های چنددندانی پیدا کرد. برای نمونه می‌توان از پتروسور، مارمولک و دایناسور نام برد.